# Кумулятивне голосування
Кумуляти́вне голосува́ння — метод голосування, який забезпечує обрання декількох переможців, і при цьому переможцем також вважається особа, яка не отримала абсолютної або відносної більшості голосів, завдяки чому забезпечується пропорційне представництво. Цей метод застосовується на відміну від мажоритарного методу голосування, при якому особа (або група осіб), за яку віддано абсолютну або відносну більшість голосів, вважається єдиним переможцем виборів.
Кумулятивне голосування було впроваджене в Україні після реформи корпоративного права 2009-2011 рр. як метод голосування під час обрання органів акціонерного товариства, відповідно до якого загальна кількість голосів акціонера помножується на кількість членів органу акціонерного товариства, що обираються, а акціонер має право віддати всі підраховані таким чином голоси за одного кандидата або розподілити їх між кількома кандидатами.
Кумулятивний метод голосування застосовується як єдиний можливий спосіб обрання членів наглядової ради публічного акціонерного товариства, а також членів ревізійної комісії в товариствах з кількістю акціонерів-власників простих акцій товариства більш як 100 осіб.
Впровадження кумулятивного голосування повинно було стати мірою захисту інтересів портфельних інвесторів (значних міноритарних акціонерів), яка дозволяє їм обрати свого представника до органу управління товариства. Експерти розраховували, що навіть якщо мажоритарний акціонер володітиме більш ніж двома третинами голосів, міноритарний акціонер зможе обрати свого представника до складу наглядової ради. На жаль, ці розрахунки не виправдались (див. розділ нижче "Застосування в Україні").

## Механізм застосування
Існують формули, які дозволяють розрахувати кількість голосів, які є необхідними для обрання певної кількості кандидатів, а також кількість кандидатів, яких може обрати до органу управління акціонер, що володіє певною кількістю акцій.
Формула, яка дозволяє встановити кількість акцій, необхідну для обрання більшості членів наглядової ради, є такою:
{\displaystyle X={SN \over D+1}+1}
де
X = кількість акцій, необхідна для обрання необхідної кількості членів наглядової ради
S = загальна кількість голосуючих акцій, що зареєстровані для участі у зборах
N = кількість членів наглядової ради, яку необхідно обрати
D = загальна кількість членів наглядової ради
Формула, яка дозволяє встановити кількість членів наглядової ради, яку можуть обрати акціонери, що володіють певною кількістю акцій, є такою:
{\displaystyle N={(X-1)*(D+1) \over S}}
де N становиться кількістю членів наглядової ради, які можуть бути обрані, 
X – наявною у акціонерів кількістю акцій.
Калькулятор кумулятивного голосування, який зробить за вас наведені вище розрахунки, можна знайти за адресою: www.sbbizlaw.com. Якщо акціонеру відома кількість голосуючих акцій і належна йому кількість акцій, калькулятор допоможе встановити кількість членів наглядової ради, яку може обрати акціонер. Також калькулятор допоможе дізнатись, якою кількістю акцій необхідно володіти для того, щоб обрати певну кількість членів наглядової ради.

## Застосування в Україні
Механізм застосування кумулятивного методу голосування пояснює народний депутат Юрій Воропаєв, керівник робочої групи, яка готувала законопроект "Про акціонерні товариства" до другого читання:
"Припустимо, треба обрати наглядову раду в складі десяти осіб. У мажоритарного акціонера — 90% акцій, а в мене — лише 10%. Раніше, за законом про господарські товариства, вийшовши зі своїми 90% на збори, мажоритарій міг призначити всю десятку самостійно. Тепер йому доведеться поступитися частиною повноважень. За законом, мої 10% треба помножити на кількість членів наглядової ради — 10. Виходить 100%. Аналогічно у мажоритарія виходить 900%. Голосування відбувається окремо за кожну кандидатуру. І свої 900% мажоритарій може віддати за дев’ять осіб. Однак мої 100% не «згорять» — їх достатньо, аби обрати одного члена наглядової ради. І я цим правом точно скористаюся. І точно буду представлений у наглядовій раді.Цифри можна поміняти, але підхід залишається таким само: 20% — дві особи у наглядовій раді, 30% — три тощо. Дотримується справедлива пропорція представництва в органах управління".
Втім, на першому етапі впровадження кумулятивного голосування до закону про акціонерні товариства були внесені норми, які унеможливлювали втілення у життя того сценарію, про який розповідає пан Воропаєв. Зокрема йдеться про статті 42.4 і 53.1. Стаття 42.4 колись виглядала так:
"Обраними до складу органу акціонерного товариства вважаються кандидати, які набрали найбільшу кількість голосів серед тих, хто набрав більш як 50 відсотків голосів".
Справді, у прикладі пана Воропаєва кандидат від міноритарного акціонера отримує 100% голосів, але інші 9 кандидатів від мажоритарного акціонера також набирають по 100% голосів кожний. Таким чином, "найбільшу" кількість голосів не отримає ніхто — усі кандидати отримають рівну кількість голосів. Між тим, мажоритарному акціонеру достатньо передати свої голоси на користь 8, а не 9 кандидатів, і розподілити свої голоси так, щоби 7 кандидатів отримали рівну кількість голосів, а 8-ий - трохи меншу від інших 7-ми. При такому розподілі голосів 7 кандидатів мажоритарного акціонера отримають найбільшу кількість голосів і отже стають членами наглядової ради, а двоє інших, в тому числі кандидат від міноритарного акціонера, отримають відносно менше голосів і членами наглядової ради не стають.
Стаття 53.1 Закону «Про акціонерні товариства» надавала право загальним зборам встановити залежність членства у наглядовій раді від кількості акцій, якими володіє акціонер. Сценарій розвитку подій, на який посилається пан Воропаєв, міг бути заблокований мажоритарним акціонером, якщо на загальних зборах приймалось рішення, що членство в наглядовій раді залежить від володіння, наприклад, 35 процентами голосуючих акцій.
2 березня 2011 р., у відповідь на справедливу критику, обидві норми були виключені із закону. Однак на заміну виключеним нормам прийшла інша, мета якої була та сама - забезпечити мажоритарному акціонеру контроль за повним складом наглядової ради. Для досягнення цієї мети потрібно було лише скасувати норму закону, яка встановлювала мінімальний кількісний склад наглядової ради. У товариствах із кількістю акціонерів більше 100 наглядова рада повинна була складатися принаймні із п'яти осіб. Це обмеження було скасовано, і мажоритарний акціонер набув право встановлювати кількісний склад наглядової ради на свій розсуд (шляхом ухвалення відповідного рішення на зборах акціонерів). Повертаючись до приклада пана Воропаєва, уявімо собі, що у товаристві наглядова рада складається не з 10 осіб, а, скажімо, із двох осіб — голови і його заступника. Мажоритарій віддає свої 180% голосів на користь своїх кандидатів, розподіляючи голоси порівну: 90% одному і стільки ж іншому. Міноритарій віддає 20% голосів своєму кандидату і програє. У цьому прикладі міноритарний акціонер повинен мати не менше 35% голосів для обрання свого кандидата. Однак якщо мажоритарій вирішить, що наглядова рада повинна складатись лише із однієї особи (чому ні?), то в такий спосіб можливість обрання члена наглядової ради, який представлятиме інтереси міноритарія, буде повністю заблоковано.

## Порівняльно-правова довідка
Метод кумулятивного голосування як обов'язкова норма корпоративного права не є поширеним в країнах з розвиненою або перехідною економікою. В жодній із нових центрально-європейських членів Євросоюзу цей метод голосування не вимагається.  Окрім Росії (де кумулятивне голосування вимагається під час обрання наглядової ради будь-якого товариства) і України (де обов'язкове застосування цього методу голосування обмежене публічними акціонерними товариствами), кумулятивне голосування є обов'язковим в деяких випадках у Чилі і Мексиці.Однак в більшості країн світу цей метод голосування може бути застосований добровільним рішенням загальних зборів компаній. 

В Сполучених Штатах кумулятивне голосування вперше було застосоване як обов’язковий спосіб обрання органів компаній у штаті Іллінойс у 1870 р. і до 60-х років XX-го століття число штатів, які наслідували Іллінойс, досягло 23-х. Однак з другої половини XX-го століття штати почали відмовлятися від кумулятивного голосування як обов’язкового методу обрання органів компаній. На цей час в більшості штатів компанії можуть (але не зобов’язані) включити положення про кумулятивне голосування до своїх статутів. Станом на 1994 р. обов’язкове кумулятивне голосування застосовувалось лише у 6-ти американських штатах.
Привертає увагу досвід впровадження в життя кумулятивного методу голосування в Росії, узагальнений авторами російського закону «Про акціонерні товариства»:
|  | Начиная с декабря 1993 года российские приватизированные акционерные общества с числом акционеров более 500 были обязаны проводить кумулятивное голосование при избрании членов совета директоров (см пункт 9.10. Указа Президента РФ от 24 декабря 1993 г. № 2284). В экономически развитом государстве можно ожидать практически универсального соблюдения указанного требования. В России же не имелось механизма заставить акционерные общества выполнять указанное требование, и соблюдение по собственной инициативе было на низком уровне частично из-за того, что управляющие не понимали, как кумулятивное голосование должно было работать. Вместе с тем, проведенное в мае 1996 г. Федеральной комиссией по рынку ценных бумаг исследование установило, что соблюдение требования о проведении кумулятивного голосования в значительной мере возросло: с 32% в начале 1995 г. практически до 40% в начале 1996 г. Первым известным нам случаем, когда крупный инвестор начал судебную процедуру с тем, чтобы добиться обеспечения исполнения, предусмотренного Законом об АО требования о проведении кумулятивного голосования, является случай с Новолипецким металлургическим комбинатом, управляющие которого неоднократно отказывались проводить кумулятивное голосование. См. John Thornhill, Russian Court Backs Investors, Financial Times, May 22, 1997. |